# 세계불교도대회
세계불교도대회는 세계불교도우의회(WFB)가 주최하는 국제불교행사를 말한다. 2년마다 개최된다.
제4차 세계불교도대회는 1956년 11월 네팔의 수도 카트만두에서 열렸다. 이때 불교 국가마다 서로 다르게 사용하는 불기를 통일하기로 결의하고 1956년을 불기 2500년으로 정했다. 이를 보면, 2008년은 불기 2552년이고 양력 5월 15일을 부처님오신날로 결정하였다. 대한민국의 대표로는 청담, 효봉 동산이 참석하였다.
현재는 태국이 주관한다.
세계불교도대회에서는 석가모니의 생존 시기를 기원전 624년 ∼ 기원전 544년으로 공식 채택하였다. 이와 달리 대한민국의 초중고 교과서에서는 기원전 563년 ∼ 기원전 483년으로 기재돼서 조계종이 그 오류를 지적한 적이 있다.